# Tommy Bahama

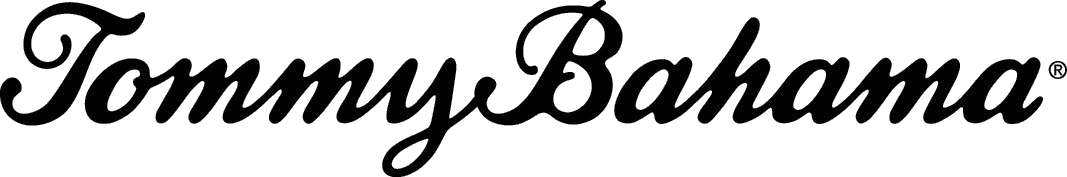
Logo de la compagnie "Tommy Bahama"

Tommy Bahama est une compagnie de conception de vêtements. Depuis 1992, elle œuvre dans le vêtement comfort. Tommy Bahama est réputée pour ses chemises amples aux designs de type hawaiien. 

## L'entreprise
L'entreprise, rachetée en 2003 par le groupe Oxford Industries offre maintenant non seulement des vêtements, mais aussi des accessoires, des maillots, de l'équipement sportif, des accessoires décoratifs pour la maison et des fragrances tous conçus pour le style de vie dit «insulaire».

### Fragrances
En 2005, Tommy Bahama met sur le marché sa première gamme de fragrances
- Tommy Bahama (Eau de parfum pour femme - 2005)
- Tommy Bahama (Eau de cologne pour homme - 2005)